# Western & Southern Financial Group Masters and Women's Open 2007
Cincinnati Masters 2007 (також відомий під назвою Western & Southern Financial Group Masters і Western & Southern Financial Group Women's Open за назвою спонсора) — тенісний турнір, що проходив на відкритих кортах з твердим покриттям Lindner Family Tennis Center у Мейсоні (США). Це був 106-й за ліком Мастерс Цинциннаті. Належав до серії Masters в рамках Туру ATP 2007, а також до серії Tier III в рамках Туру WTA 2007. Чоловічі змагання тривали з 11 до 19 серпня, а жіночі - з 14 до 22 липня 2007 року.

## Фінальна частина

### Одиночний розряд, чоловіки
Роджер Федерер —  Джеймс Блейк 6–1, 6–4
- Для Федерера це був 5-й титул за сезон і 50-й - за кар'єру. Це був його 2-й титул Мастерс за сезон, 14-й загалом, і 2-га перемога на цьому турнірі.

### Одиночний розряд, жінки
Анна Чакветадзе —  Морігамі Акіко 6–1, 6–3
- Для Чакветадзе це був 3-й титул за сезон і 5-й - за кар'єру.

### Парний розряд, чоловіки
Джонатан Ерліх /  Енді Рам —  Боб Браян /  Майк Браян 4–6, 6–3, [13–11]

### Парний розряд, жінки
Бетані Маттек-Сендс /  Саня Мірза —  Аліна Жидкова /  Тетяна Пучек 7–6(7–4), 7–5